# Piptochaetium sagastegui
Piptochaetium sagastegui là một loài thực vật có hoa trong họ Hòa thảo. Loài này được Sánchez Vega miêu tả khoa học đầu tiên năm 1991.